# Teatro Dolby
O Teatro Dolby (em inglês:  Dolby Theatre) é uma sala de espetáculos situada em Hollywood Boulevard, na cidade de Los Angeles na Califórnia, Estados Unidos.
Desde sua inauguração em novembro de 2001, tem sido o local de entrega dos Prêmios da Academia, o Oscar, cerimônia para a qual foi especialmente desenhado, tendo capacidade para 3.400 pessoas sentadas e com um palco de 20 metros de profundidade por 40 metros de largura, um dos maiores do país.
Foi patrocinado pela Kodak, que pagou U$75 milhões para ter seu nome associado à empresa e alugado para a Academia na noite de premiação. As colunas em seu átrio de entrada têm escrito o nome de todos os filmes vencedores do prêmio desde 1928.
No resto do ano, o teatro é usado para shows, concertos, homenagens, óperas, desfiles de moda e também já foi palco de uma entrega especial dos prêmios Emmy.
Depois de se chamar Kodak, em 2012, foi rebatizado com o nome do seu novo patrocinador, Dolby, empresa pioneira da tecnologia de som, depois do precedente, Kodak, em falência, ter rompido o seu contrato.